# أمثولة (فراشة)
الأمثولة (الاسم العلمي: Mimathyma)، جنس فراشات من فصيلة الحورائيات. أعطانها شرق وجنوب آسيا. وصف الجنس من قبل فريدريك مور في عام 1896.